# Lake Hillier
Der Lake Hillier ist ein 600 Meter langer rosafarbener Salzsee auf der Insel Middle Island, der größten Insel des Recherche-Archipels im Bundesstaat Western Australia bei Esperance. Dieses von den Australiern zum Weltnaturwunder erklärte Phänomen kann nur vom Flugzeug aus betrachtet werden, da diese Insel aus Naturschutzgründen, wie alle anderen 103 Inseln dieser Inselgruppe (abgesehen von Woody Island), nicht betreten werden darf.

## Beschreibung
Der Lake Hillier hat keinen Zufluss und wird durch einen schmalen Streifen Land vom Ozean abgegrenzt. Dieser Landstreifen besteht aus einer Sanddüne, die mit Vegetation bedeckt ist.
Der See wurde von dem britischen Forschungsreisenden Matthew Flinders auf seiner Expeditionsreise entdeckt, als er sich auf dieser Insel vom 15. bis 17. April 1802 aufhielt und einen 185 Meter hohen Berg erstieg, um sich einen Überblick über den Archipel zu verschaffen. Nach der Besteigung taufte er diese Insel auf den Namen Middle Isle; der Berg wurde später Flinders Peak genannt. Flinders nahm an, dass Middle Isle die Mitte des Archipels sei. Er gab nach der Besteigung bekannt, dass er einen rosafarbenen See entdeckt habe.
Der Grund für die Färbung des Sees ist Gegenstand eingehender Untersuchungen. Man nimmt an, dass die Nährstoffkonzentration aus verschiedenen organischen und anorganischen Stoffen sowie verschiedene Bakterien und Algen im See die Verursacher dieser einmalig intensiven Rosafärbung sind. Die Farbe des Wassers verändert sich auch dann nicht, wenn es entnommen und in ein Gefäß gegeben wird. Einmalig ist am Lake Hillier, dass er die Rosafärbung dauerhaft zeigt, während es einzelne andere Salzseen gibt, die nur unter bestimmten Wetterbedingungen und Lichtverhältnissen diese seltene Wasserfärbung zeigen. Als gute Kandidaten gelten die rotfarbige Grünalge Dunaliella salina und rote Schwefelbakterien der Gattung Salinibacter (Bacteroidetes), wie etwa die im ebenfalls australischen Lake Tyrrell gefundene Spezies S. ruber.